# Treppenaufgang Rathenauufer/Schaumburg-Lippe-Straße

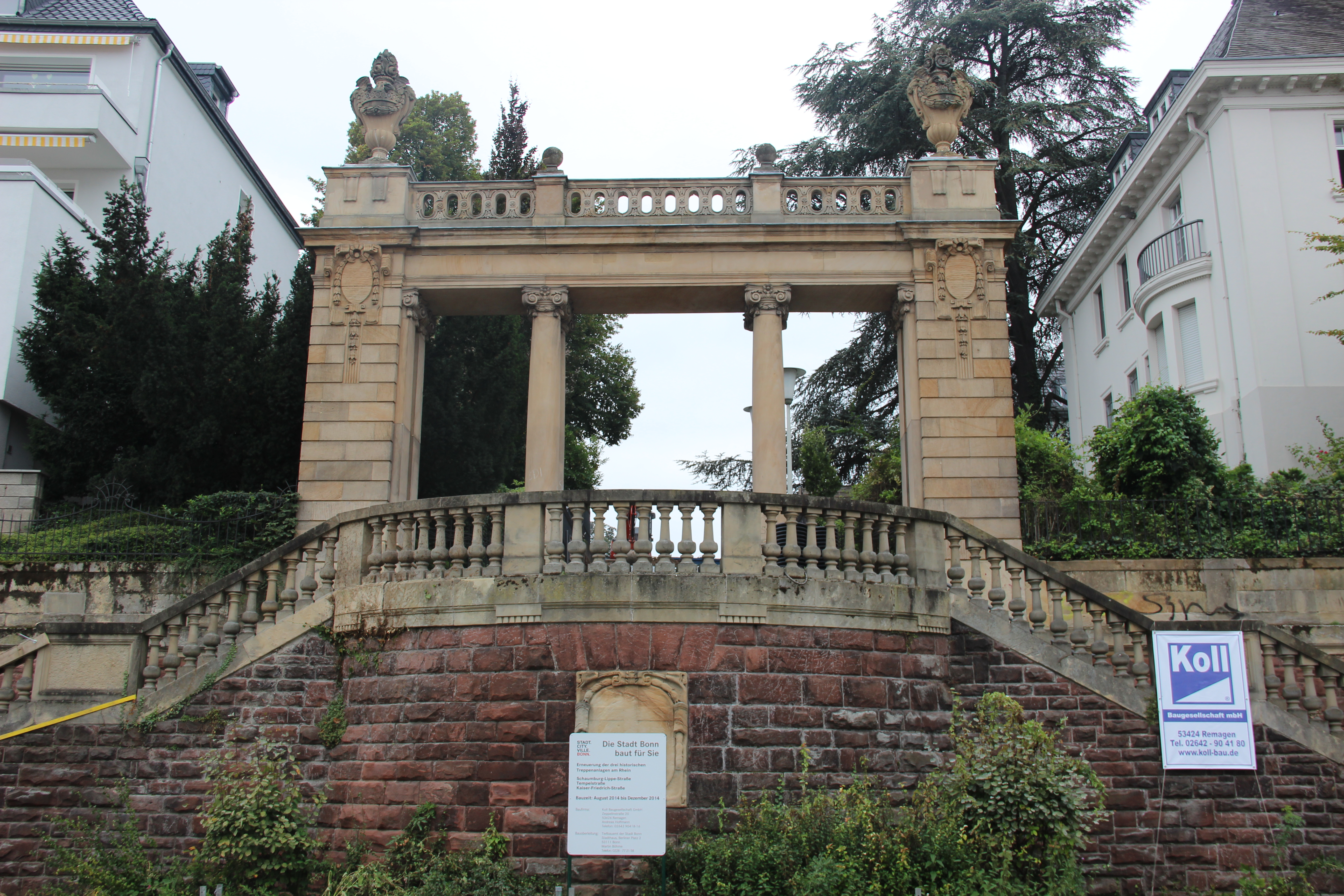
Treppenaufgang Rathenauufer/Schaumburg-Lippe-Straße (2014)

Der Treppenaufgang Rathenauufer/Schaumburg-Lippe-Straße im Bonner Ortsteil Südstadt verbindet das Rheinufer (Rathenauufer) mit der als Stichstraße von der Adenauerallee abzweigenden Schaumburg-Lippe-Straße. Er steht als Baudenkmal unter Denkmalschutz.

## Geschichte
Der Treppenaufgang entstand 1904 gemeinsam mit der als Privatstraße angelegten Schaumburg-Lippe-Straße nach Plänen des Berliner Architekturbüros Kayser & von Großheim auf dem neuparzellierten Grundstück der Villa Franz Heinrich Freiherr von Rigal (erbaut 1846, 1905/06 abgebrochen). Als Bauherren traten dessen Enkel Franz Ludwig Maximilian von Rigal und Maria Pauline Henriette (verheiratete) von Schloezer auf.
Im Zweiten Weltkrieg wurden die ursprünglichen Balustraden des Treppenaufgangs bei einem Bombenangriff im alliierten Luftkrieg zerstört und später durch ein einfaches Stabgitter ersetzt. 1979/80 erfolgte eine Renovierung des Portikus und der beiden Vasen. Der Treppenaufgang selbst wurde 1982 restauriert und dabei die Balustraden originalgetreu aus dem ursprünglichen Material wiederhergestellt. Von August 2014 bis März 2015 wurden die Oberflächen der Stufen und die Podeste ausgetauscht, Geländer ausgetauscht bzw. montiert sowie Leitstreifen für sehbehinderte Menschen und Schieberinnen für Fahrräder und Kinderwagen installiert.
Die Eintragung der Treppenanlage in die Denkmalliste der Stadt Bonn erfolgte am 8. März 1983.

## Architektur
Der Treppenaufgang ist zweiarmig und dreiläufig in neobarocken Formen aus rotem Sandstein ausgeführt. Die Balustraden bestehen aus gelbem Aachener Sandstein, die Treppenstufen aus Kunststein. In die Stützmauer ist als Steinrelief das Bonner Stadtwappen eingearbeitet. Dem Treppenaufgang ist eine Torüberbauung als Portikus in Form einer Triumphpforte – ebenfalls in gelbem Aachener Sandstein – aufgesetzt, die von Pfeilern und zwei Säulenpaaren getragen wird. Überdimensionale Vasen bekrönen die Pfeiler, den Portikus als Ganzes eine Balustrade.

„In der architektonischen Gestaltung der zweiarmigen dreiläufigen Treppe mit dem bekrönenden säulengegliederten Tor unter plastischer Balustrade als Abschluß der Schaumburg-Lippe-Straße und Verbindung der Rheinuferanlagen schufen die Architekten ein Stück Garten- und Straßenarchitektur, das dem Bonner Rheinufer einen großzügig schmückenden Akzent verleiht.“

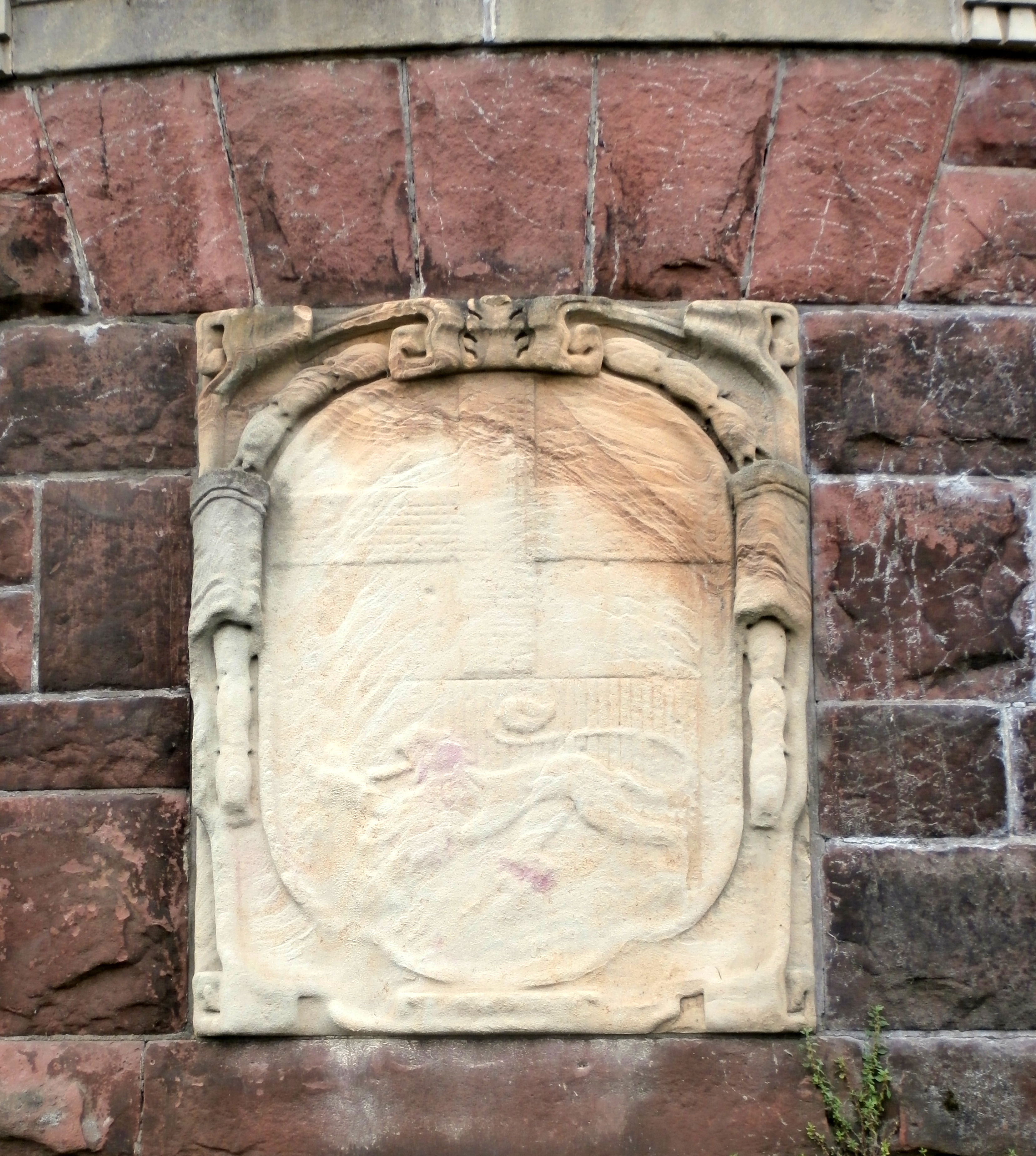
Relief des Bonner Stadtwappens